# Ernesto Hintze Ribeiro

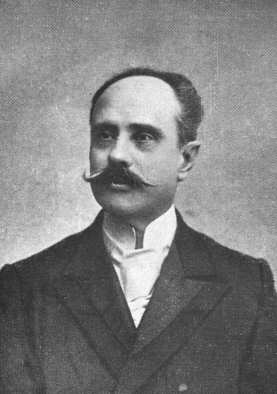
Ernesto Hintze Ribeiro.

Ernesto Rodolfo Hintze Ribeiro (Ponta Delgada, 7 november 1849 - Lissabon, 1 augustus 1907) was een Portugees politicus ten tijde van de monarchie. Hij leidde de Regeneratiepartij, had verschillende ministerposten en was driemaal premier van Portugal. 

## Levensloop
In 1872 promoveerde hij tot doctor in de rechten aan de Universiteit van Coimbra. Toen António Maria de Fontes Pereira de Melo aan de macht was, trad hij toe tot de Regeneratiepartij en werd in 1878 voor het eerst verkozen in de Cortes. Algauw werd hij een medewerker van Fontes Pereira de Melo en toen die in 1881 opnieuw premier werd, werd hij minister van Openbare Werken in diens regering. Later werd hij ook minister van Financiën en van Buitenlandse Zaken. Als minister van Openbare Werken was zijn belangrijkste verdienste de aanleg van een overzeese telegraafkabel tussen Portugal en de Azoren.
Nadat de regering Fontes Pereira de Melo in 1886 ten einde kwam, werd hij lid van de Senaat. Hier werd hij al snel de woordvoerder van de oppositie tegen de regering van de Progressieve Partij. Nadat Fontes Pereira de Melo in 1887 overleed, werd António de Serpa Pimentel de nieuwe leider van de Regeneratiepartij. In 1890 bracht die de Regeneratiepartij opnieuw aan de macht. In de regering Serpa Pimentel was Ernesto Hintze Ribeiro opnieuw minister van Buitenlandse Zaken.
In 1890 had Portugal met het Verenigd Koninkrijk een groot conflict over de Portugese koloniale gebieden in Afrika. Daarom was het ministerschap van Buitenlandse Zaken de moeilijkste functie om te krijgen. Portugal controleerde toen enkel de kustgebieden van zijn koloniën in West- en Oost-Afrika (de huidige landen Mozambique en Angola) en niet het binnenland. Daarom lanceerde hij het plan om het binnenland van de koloniën te verkennen, om zo een samenhangend, groot Portugees kolonierijk uit te bouwen door Angola met Mozambique te verbinden. Met dit plan waren de Engelsen het niet eens, omdat ze hun kolonies van Egypte tot Zuid-Afrika ook wilden verbinden. Daarom stelden de Britten de Portugezen een ultimatum en omdat de Britten toen veel machtiger waren dan de Portugezen, kon de Portugese regering niets anders doen dan het ultimatum te accepteren. Hierdoor moesten ze de uitbouw van een groot kolonierijk voorlopig opschorten. Het plan om een samenhangend en groot kolonierijk uit te bouwen, had in Portugal echter nationalistische gevoelens opgewekt. Dit zorgde er dus voor dat de bevolking erg ontgoocheld was toen dit plan niet doorging. Uiteindelijk kwam de regering Serpa Pimentel hierdoor ten val, waardoor Hintze Ribeiro zijn ministerpost verloor.
In 1893 kwam de Regeneratiepartij opnieuw aan de macht. Serpa Pimentel, op dat moment ziek, weigerde echter om opnieuw premier te worden en stelde voor om Hintze Ribeiro tot premier te benoemen. Hij zegde toe en bleef premier tot in 1897. Nadat Serpa Pimentel in 1900 overleed, nam hij het leiderschap van de Regeneratiepartij over, hoewel de partij zich toen in de oppositie bevond. Van 1900 tot 1904 en voor korte tijd in 1906 was hij opnieuw premier van Portugal. In 1906 kreeg hij te maken met grote problemen. Er was een opstand binnen de Portugese marine en de republikeinse beweging kende een steeds grotere populariteit (Hij liet onder andere een republikeinse demonstratie onder leiding van Bernardino Machado met harde hand door de politie onderdrukken). Dit zorgde ervoor dat hij het vertrouwen van koning Karel I verloor en ontslagen werd. Vervolgens kwam er een dictatorische regering onder leiding van João Franco aan de macht. Eén jaar later overleed Hintze Ribeiro in Lissabon.
- Biblioteca Nacional de España: XX1310909
- Gemeinsame Normdatei: 132595370
- International Standard Name Identifier: 0000 0000 6686 2202
- Library of Congress Control Number: no00024275
- Système universitaire de documentation: 086305123
- Virtual International Authority File: 20849707
- WorldCat: E39PBJqk6v7KtgR6jDRhkpHXBP